# Ваздушна спасилачка служба у Чешкој Републици
Ваздушна спасилачка служба у Чешкој је основана 1. јуна 1987. године.
У Чешкој постоји национална мрежа десет ваздушних база које се налазе у сваком административном региону у Чешкој. Спасилачким хеликоптерима управљају приватни оператери, чешка полиција и Чешка ваздухопловна одбрана. Број телефона за хитне случајеве је 155. Мрежа база је тако организована тако да од места несреће ни једна база није удаљена више од 70 километара, за долазак до места несреће није потребно више од 18 минута и 30 секунди. Ова служба је део хитне службе за спасавање

## Историја
Ваздушно спашавање је почело да се развија у бившој Чехословачкој, почетком 1960-их. Тада су коришћени хеликоптери Ми-4. Након рушења хеликоптера Ми-8 на Високим Татрама 1979, све операције ваздушног спасавања су биле обустављене.
1985. Министарство саобраћаја је почело да развија план мрежа станица за ваздухопловно спасавање. 1. априла 1987. основана је прва станица са седиштем у Прагу и у флоти је имала један хеликоптер Ми-2, којег су назвали Криштоф 01. Друга станица је основана 1. јула 1987. у Банској Бистрици, у данашњој Словачкој, са хеликоптером који је назван Криштоф 02.

## Локације
| Име авиона | Станица           | Датум оснивања    |
| Криштоф 01 | Праг              | 1. априла 1987.   |
| Криштоф 02 | Банска Бистрица   | 1. јула 1987.     |
| Криштоф 03 | Попрад            | 7. децембра 1987. |
| Криштоф 04 | Брно              | 1. јула 1988.     |
| Криштоф 05 | Острава           | 1. августа 1989.  |
| Криштоф 06 | Храдец Кралове    | 3. јула 1990.     |
| Криштоф 07 | Плзењ             | 17. јула 1990.    |
| Криштоф 08 | Кошице            | 1. августа 1990.  |
| Криштоф 09 | Оломоуц           | 1. октобра 1990.  |
| Криштоф 10 | Нове Замки        | 15. октобра 1990. |
| Криштоф 11 | Братислава        | 15. октобра 1990. |
| Криштоф 12 | Јихлава           | 1. маја 1991.     |
| Криштоф 13 | Чешке Будјејовице | 1. маја 1991.     |
| Криштоф 14 | Жилина            | 1. јула 1991.     |
| Криштоф 15 | Усти над Лабом    | Септембра 1991.   |
| Криштоф 16 | Тренчин           | 1992.             |
| Криштоф 17 | Хавличкув Брод    | 1992.             |
| Криштоф 18 | Либерец           | 1992              |